# Économie distributive
 (juin 2014).
Si vous disposez d'ouvrages ou d'articles de référence ou si vous connaissez des sites web de qualité traitant du thème abordé ici, merci de compléter l'article en donnant les références utiles à sa vérifiabilité et en les liant à la section « Notes et références ».
L'économie distributive, également dénommée distributisme, est un modèle économique inventé par Jacques Duboin associant principalement cinq aspects :
- une monnaie distributive, une monnaie de consommation, correspondant à l'activité économique et ne permettant aucune spéculation ;
- un revenu de base universel ;
- un partage du travail lié à la signature d'un « contrat social » ;
- une démocratie locale et participative ;
- la propriété d'usage.

## Historique
C'est Jacques Duboin qui a inventé le concept d'économie distributive, idée qu'il a défendue dans une trentaine de livres, et des conférences, ainsi que dans sa revue La Grande Relève. Sa fille, Marie-Louise Duboin, qui a repris la revue, continue de défendre et développer ces idées. En 1984, elle publie Les Affranchis de l'an 2000, qui présente sous la forme d'un roman la société telle qu'elle serait si l'économie distributive était appliquée. En 2007, elle publie Mais où va l'argent ?, dont l'objet principal est la critique de la création monétaire telle qu'elle se fait aujourd'hui et qui introduit également des propositions d'économie distributive.
De 2009 à 2011 ont été publiés sept numéros du Colibri Solidaire et Distributif, qui a illustré l'économie distributive par les expériences qui s'en rapprochent.

## Monnaie distributive
La monnaie distributive est une monnaie de consommation, c'est-à-dire qu'elle se détruit à l'usage (comme un ticket de métro), elle correspond à l'activité économique et ne permet aucune spéculation. C'est l'État qui crée la monnaie distributive. On crée la quantité de monnaie correspondant à la production, et on la distribue entre tous de façon démocratiquement décidée.
Chaque mois, on comptabilise les biens et services fabriqués qui seront mis en vente pour le consommateur final, on calcule la valeur que cela représente et on fabrique l'argent qui correspond. Cette monnaie est progressivement détruite au fur et à mesure que les biens et services sont achetés. La masse monétaire est en permanence équivalente aux biens et services disponibles.
Ainsi, à l'inverse des pays staliniens où les gens avaient de l’argent mais où les magasins étaient souvent vides, à l'inverse des pays capitalistes où les magasins sont pleins mais où beaucoup de gens n’ont pas assez d’argent, dans un pays « riche » en économie distributive les magasins seraient pleins et les gens auraient l’argent qui correspond.
Concernant les achats et ventes entre entreprises, deux options sont possibles (au choix) :
- ils ne s'effectuent plus en argent mais en comptabilité matière (comme cela s'effectue à l'intérieur des entreprises aujourd'hui), ils ne donnent pas lieu à création/destruction de monnaie ;
- on intègre dans la masse monétaire la valeur de tous les produits que les entreprises s'achètent, celles-ci se voient alors allouer un budget en fonction de leurs programmes de production. La masse monétaire est alors considérablement plus volumineuse et les calculs de sa répartition entre les individus et les entreprises sont plus fastidieux.

## Propriété d'usage
La monnaie distributive étant détruite au fur et à mesure de son utilisation, il n'est plus possible d'accumuler pour acheter des biens importants comme des maisons, la propriété privée n'est plus possible. L'idée est de fonctionner en économie distributive avec une propriété d'usage.
Ainsi, chacun est maître chez lui, indélogeable (lorsqu'il veut vivre ailleurs, il choisit un nouveau logement parmi ceux qui sont disponibles et abandonne tout droit de regard sur l'ancien logement qui est alors disponible pour d'autres). Ce qui permet une grande tranquillité (en comparaison avec le système capitalisme où nombreux sont ceux qui ne sont jamais assurés de réussir à payer leurs loyers ou emprunts, rendant précaires de nombreux propriétaires jamais à l'abri de mauvais payeur), chacun étant assuré de toucher son allocation universelle.
Aussi, la terre appartient à ceux qui la cultivent. Et les entreprises à ceux qui y travaillent (ce sont des coopératives).